# Metalni sapuni
Metalni sapuni (stearati, oleati, linoleati i dr.) su jedinjenja zemnoalkalnih metala ili teških metala (alkalna zemlja) sa dugolančanim zasićenim ili nezasićenim masnim kiselinama, smolnim kiselinama (kao npr. kolofonijum), sintetskim masnim kiselinama itd.

## Uvod
Pojava metalnih sapuna vezuje se za 1758. godinu i za ime Macquer-a koji je utvrdio da se kombinacija masnog ulja i oksida olova u obliku taloga može smatrati jednom vrstom sapuna. 
Pojava ovih sapuna potiče još iz doba egipatskih arheoloških iskopina iz 1400. godine pre n.e., pronađene su naslage sa osovina nekih trijunfalnih (trkačkih) kola , gde se nalaze tragovi kvasca, gvožđa, kreča i masnoća, što ukazuje na mogućnost korišćenja neke vrste krečnog sapuna u to vreme.

## Hemijska osnova
Metalni sapuni (stearati, oleati, linoleati i dr.) su jedinjenja zemnoalkalnih metala ili teških metala (alkalna zemlja) sa dugolančanim zasićenim ili nezasićenim masnim kiselinama,smolnim kiselinama (kao npr. kolofonijum), sintetskim masnim kiselinama itd. Za razliku od alkalnih sapuna metalni sapuni su teško rastvorljivi ili potpuno nerastvorljivi u vodi, ali se zato rastvaraju potuno ili delimično u nekim organskim rastvaračima (benzolu ,parafinu, petroleumu, alkoholu, terpenu), kao i biljnim mineralnim uljima. Ova osobina metalnih sapuna zaslužna je za njihovu mnogostranu upotrebu.

## Proizvodnja sapuna
Proivodnja metalnih sapuna može da se vrši na više načina: delovanjem masnih kiselina na metale (fuzije) direktnim rastavaranjem razdrobljenog metala u zagrejanim organskim kiselinama (solucija) ili soponifikacijom masnih kiselina uz upotrebu metalnih oksida ili hidroksida postupkom tzv. dvostruke reakcije (taloženjem ili preipitacija). Kod ovog poslednjeg se postupak odvijaju u dve faze. U prvoj fazi se formira rastvor alkalnog sapuna u vodi, alkoholu ili njihovoj mešavini, a u drugoj fazi se formira rastvor soli odgovarajućeg metala. U zagrejani rastvor alkalnog sapuna postepeno se dodaje zagrejani rastvor metalnih soli uz stalno mešanje. Posle toga metalni sapun se taloži i zatim suši.
Vezivanjem stearinske kiseline sa metalima dobijaju se odgovarajući metalni sapuni (stearati), kao npr: aluminijev, cinkov, kalcijev, magnezijev, manganov , bakarni i dr. Zavisno od vrste metalnih stearata uslovljena je i njihova primena. Tako se npr. cink-, kalcijum-, magnezijum-, aluminijuma-i, cuprum - stearat upotrebljavajuu industriji boja i lakova, kao supstance koje ubrzavaju sušenje boja (sikativi). Aluminijum - stearat služi i za povećanje viskoznosti mazivnih ulja , kalcijum - stearat za proizvodnju tovatne masti, zatim za impregniranje u tekstilnoj industriji , kao i stabilizator u proizvodnji plastičnih masa itd. , cink - stearat služi kao aktivator u industriji guma, kao stabilizator u proizvodnji plastičnih masa i td.

## Korišćenje sapuna
Metalni sapuni se koriste i u industriji farmaceutsko-kozmetičkih proizvoda , kao npr. aluminjijum cink-stearat služe za poboljšanje homogenizacije i stabilnosti krema, dok se cink-stearat služi za poboljšanje homogenizacije i stabilnosti krema, dok se cink-stearat koristi i kao antiseptička komponenta. Magnezijum – stearat se koristi u proizvodnji tableranih proizvoda, utiče na konzistenciju sastavnih delova masti i pudera, a losionima i sredstvima 
Metalni sapuni su vrlo često obojeni, a njihova boja zavisi od vrste i prirode prisutnog metala, od kvaliteta i priride masnih kiselina, kao i od samog načina proizvodnje. Tako su metalni sapuni olova, cinka i aluminijuma sa palmatinskom, laurinijskom i miristinskom kiselinom bele boje, a njihovi rastvori su bezbojni. Bakarni sapuni su zelene boje, kabaltni plave, a sapuni gvožđa braon boje. Metalni sapuni u principu imaju karaktersitične mirise, koji uglavnom zavise od prirode i kvaliteta masnoća, ali i od samog načina proizvodnje. Tako su npr. sapuni proizvedeni od stareinske, laurinske i miristinske kiseline obično prijatnog mirisa ili su bez mirisa. Međutim, sapuni proizvedeni od naftenata i linolelne kiseline imaju neprijatan miris, naročito posle dužeg lagerovanja.

## Spoljašnje veze
Hemija - proizvodnja sapuna 